# Yaya Soumahoro
Yaya Soumahoro (Abidjan, 28 september 1989) is een professionele voetballer uit Ivoorkust. 

## Carrière

### Jeugd
Soumahoro groeide op in de Ivoriaanse hoofdstad Abidjan. Hij leerde er voetballen op straat en al snel sloot hij zich aan bij Séwé Sports de San Pedro.
Soumahoro verloor op jonge leeftijd zijn vader en niet veel later was zijn moeder er ook niet meer, waardoor Soumahoro geen gemakkelijke jeugd meemaakte. Hij werd opgevangen door een pleeggezin. Ondertussen bleef voetbal hem boeien en door zijn prestaties kon hij de overstap naar het Thaise Muang Thong United maken.

### Muang Thong United
In 2008 maakte Soumahoro de enigszins merkwaardige overgang naar het Thaise Muang Thong United. Hij werd al snel titularis en zijn dribbels maakten hem ook bij het publiek zeer geliefd. Al gauw werd hij een boegbeeld van de Thaise voetbalclub. In zijn 70 wedstrijden voor het team slaagde hij erin 37 keer te scoren.

### KAA Gent
Soumahoro werd intensief gescout door de Belgische club KAA Gent. Gent speelde kort op de bal en al in het begin van de transferperiode trok hij naar Gent. Amper 32 minuten nadat hij van het vliegtuig was gestapt, maakte hij zijn debuut voor de Belgische eersteklasser. Hij maakte bovendien meteen een goede indruk met enkele mooie dribbels. Hier breidde hij meteen een vervolg aan door in de uitwedstrijd tegen Charleroi bij alle drie de doelpunten betrokken te zijn. Vier dagen later schreef hij met Gent een stukje geschiedenis door zich te plaatsen voor de groepsfase van de Europa League. Hij scoorde in de beslissende wedstrijd tegen Feyenoord de 1-0. Soumahoro bleef sterk bezig in de competitie, maar in november 2010 liep hij een spierscheur op, waardoor hij 1 maand aan de kant stond. Dit was het begin van een lange lijdensweg voor de Ivoriaan. Hij verkeerde in een vormcrisis en liet maar sporadisch de klasse die hij in het begin van het seizoen etaleerde zien.
Desondanks behield Gent steeds het vertrouwen in zijn flankaanvaller. In de matige seizoenen 2012-2013 en 2013-2014 was hij (indien fit) een van de lichtpunten in het team. Dit leverde hem anno 2014 een contractverlenging op voor twee jaar, waardoor hij tot 2016 aan de club verbonden was.
Onder Hein Vanhaezebrouck kreeg Soumahoro weinig speelkansen. Dit mede door zijn veelvoudige blessures. In januari 2016 werd het duidelijk dat Soumahoro Gent zou verlaten.

### STVV
Yaya Soumahoro trok op 12 januari 2016 op huurbasis naar Sint-Truidense VV. Hij verliet KAA Gent, waar hij in de B-kern was beland. Soumahoro verkoos een uitleenbeurt aan de Truienaars boven een avontuur bij het Cypriotische Anorthosis Famagusta. Soumahoro speelde vijf competitiewedstrijden voor STVV.

### Na Gent
Na zijn vertrek bij Gent keerde Soumahoro terug naar Muang Thong United, zijn Thaise ex-club. Vanwege blessureleed kwam hij er geen minuut in actie tijdens zijn tweede passage. Soumahoro vertrok in januari 2017 en bleef vervolgens anderhalf jaar zonder club, ondanks een test bij KSV Roeselare in de zomer van 2018. Sinds september 2018 speelt hij voor de Egyptische eersteklasser Wadi Degla FC.

## Spelerscarrière
| Seizoen         | Club              | Land               | Competitie          | Competitie | Competitie | Beker | Beker | Andere | Andere | Internationaal | Internationaal | Totaal | Totaal |
| Seizoen         | Club              | Land               | Competitie          | Wed.       | Dlp.       | Wed.  | Dlp.  | Wed.   | Dlp.   | Wed.           | Dlp.           | Wed.   | Dlp.   |
| --------------- | ----------------- | ------------------ | ------------------- | ---------- | ---------- | ----- | ----- | ------ | ------ | -------------- | -------------- | ------ | ------ |
| 2007/08         | Séwé Sports       | Vlag van Ivoorkust | Première Division   | 9          | 2          | 0     | 0     | 0      | 0      | 0              | 0              | 9      | 2      |
| 2008/09         | Muangthong United | Vlag van Thailand  | Thai Premier League | 33         | 16         | 0     | 0     | 0      | 0      | 0              | 0              | 33     | 16     |
| 2009/10         | Muangthong United | Vlag van Thailand  | Thai Premier League | 34         | 16         | 0     | 0     | 0      | 0      | 0              | 0              | 34     | 16     |
| 2010/11         | KAA Gent          | Vlag van België    | Jupiler Pro League  | 17         | 6          | 5     | 1     | 0      | 0      | 5              | 1              | 27     | 8      |
| 2011/12         | KAA Gent          | Vlag van België    | Jupiler Pro League  | 15         | 2          | 3     | 2     | 0      | 0      | 0              | 0              | 18     | 4      |
| 2012/13         | KAA Gent          | Vlag van België    | Jupiler Pro League  | 31         | 3          | 1     | 0     | 0      | 0      | 3              | 0              | 35     | 3      |
| 2013/14         | KAA Gent          | Vlag van België    | Jupiler Pro League  | 25         | 2          | 5     | 2     | 0      | 0      | 0              | 0              | 30     | 4      |
| 2014/15         | KAA Gent          | Vlag van België    | Jupiler Pro League  | 11         | 0          | 3     | 0     | 0      | 0      | 0              | 0              | 14     | 0      |
| 2015/16         | KAA Gent          | Vlag van België    | Jupiler Pro League  | 3          | 0          | 0     | 0     | 0      | 0      | 0              | 0              | 3      | 0      |
| 2015/16         | → Sint-Truiden    | Vlag van België    | Jupiler Pro League  | 5          | 0          | 0     | 0     | 0      | 0      | 0              | 0              | 5      | 0      |
| 2016            | Muangthong United | Vlag van Thailand  | Thai Premier League | 0          | 0          | 0     | 0     | 0      | 0      | 0              | 0              | 0      | 0      |
| 2018/19         | Wadi Degla FC     | Vlag van Egypte    | Premier League      | 8          | 0          | 0     | 0     | 0      | 0      | 0              | 0              | 8      | 0      |
| Carrière totaal | Carrière totaal   | Carrière totaal    | Carrière totaal     | 192        | 47         | 18    | 4     | 0      | 0      | 8              | 1              | 216    | 53     |